# Lisa Sauermann
Lisa Sauermann (Dresden, Alemanha, 25 de setembro de 1992) é uma matemática alemã que em 2011 se tornou a mais bem sucedida participante da Olimpíada Internacional de Matemática daquele ano, após ter recebido quatro medalhas de ouro (2008 a 2011) e uma medalha de prata (2007), além de ter sido a única estudante entre 560 competidores que conseguiu uma pontuação perfeita na IMO 2011. Em todas essas ocasiões ela representou a Alemanha. Atualmente ela está na terceira colocação da International Mathematical Olympiad Hall of Fame, atrás do canadense Zhuo Qun (Alex) Song e do sérbio Teodor von Burg.
Venceu o Prêmio Franz Ludwig Gehe em 2011 e a medalha de ouro na competição da faixa etária III, 11º-12º anos com o trabalho Forests with hypergraphs and smart satchels. Como resultado, ela ganhou uma viagem para a Acadêmia Real das Ciências em Estocolmo.
Sua irmã, Anne, dois anos mais jovem, é um participante bem sucedido em olimpíadas de matemática e ciências a nível nacional.

## Educação
Fez o ginásio na escola secundária Martin-Andersen-Nexö de Dresden, que tem um foco especial em matemática e ciências. A partir de 2011 ela ingressou no curso de matemática da Universidade de Bonn. Em 2014, ela se tornou estudante do departamento de matemática da Universidade de Stanford.

## Publicações
- Sauermann, Lisa (abril de 2016). «On the μ-admissible set in the extended affine Weyl groups of E6 and E7». Journal of Algebra. 451: 526–543. doi:doi:10.1016/j.jalgebra.2015.11.047 Verifique  |doi= (ajuda). Consultado em 22 de julho de 2016
- Reiher, C.; Sauermann, L. (2013). «Nash-Williams' Theorem on Decomposing Graphs into Forests». Mathematika. 60. 32 páginas. doi:10.1112/S0025579313000119